# Palaeonewsteadia huaniae
Palaeonewsteadia huaniae är en insektsart som beskrevs av Koteja 1987. Palaeonewsteadia huaniae ingår i släktet Palaeonewsteadia och familjen vaxsköldlöss.
Artens utbredningsområde är Danmark. Inga underarter finns listade i Catalogue of Life.